# Sinnamary (rzeka)
Sinnamary – rzeka w Gujanie Francuskiej o długości 262 km. Ma swe źródła w centralnej części terytorium (na północ od gminy Saül), przepływa w kierunku północnym, uchodzi do Oceanu Atlantyckiego w pobliżu miasta Sinnamary. Głównym dopływem Sinnamary jest rzeka Courcibo.
Na Sinnamary, w latach 1989–1994, wybudowano zaporę wodną Petit-Saut o mocy 37 megawatów.